# Magnet

Magnetické pole znázorněné siločarami

Magnet (z řeckého μαγνήτις λίθος magnétis líthos, „Magnesijský kámen“) je objekt, který v prostoru ve svém okolí vytváří magnetické pole. Může mít formu permanentního magnetu nebo elektromagnetu. Permanentní magnety nepotřebují k vytváření magnetického pole vnější vlivy. Vyskytují se přirozeně v některých horninách, ale dají se také vyrobit. Elektromagnety potřebují k vytvoření magnetického pole elektrický proud – když se zvětší proud, zvětší se i magnetické pole.

## Různé druhy magnetik
Materiály, které mohou vytvářet za určitých podmínek magnetické pole, se nazývají magnetika a dělí se do 4 skupin:
- Feromagnetika (železo, nikl, kobalt nebo některé slitiny) – silně magnetická se spontánní magnetizací, vysoká permeabilita.
- Ferimagnetika (sloučeniny Fe2O3 s oxidy jiných kovů jako mangan, baryum) – různé krystalické podmřížky mohou mít různou magnetizaci, která jim zůstává.
- Paramagnetika (hliník, vápník, kyslík, uran) – magnetická slaběji a pouze v přítomnosti vnějšího pole.
- Diamagnetika (uhlík, měď, síra, zlato, voda) – chovají se jako paramagnetika, ale vnější magnetické pole je vždy odpuzuje.
- Elektromagnety (veškeré elektricky vodivé materiály) – pro maximalizaci magnetické síly jsou používány cívky z vodičů o malém odporu s paramagnetickými jádry.

Vinutí elektromagnetu lze udělat z jakékoliv látky, která vede elektrický proud. Materiály jádra dělíme podle chování na magneticky měkké, tj. po vypnutí proudu pole ihned ztrácejí a magneticky tvrdé, které si magnetické pole uchovávají a tedy po vypnutí proudu jsou z nich permanentní magnety.
Všechny magnety podléhají své Curieově teplotě.

## Využití magnetů
- Záznamová média: Videokazety, audiokazety, pevné disky i diskety jsou všechno zařízení, kde jsou informace analogově nebo digitálně zaznamenané do ferrimagnetického materiálu jako proměnné magnetické pole. Čtecí zařízení pak tímto polem projíždí a jeho změny v něm generují elektrické signály, které jsou dále zpracovány.
- Kreditní nebo debetní platební karty používají na sobě magnetický proužek, ve kterém jsou zapsány potřebné údaje o držiteli.
- Přenášení předmětů a separace kovů: Dostatečně silné magnetické pole dokáže zvednout jakýkoliv fero- nebo paramagnetický materiál. Ve velmi silných magnetických polích je možné zvednout i organické materiály[1]. Hojně se tohoto využívá například na šrotovištích, kde mohutné elektromagnety zvedají celá auta. Také jde o dobrý způsob jak separovat kovový odpad ze smíšeného. Na třídící lince silný elektromagnet vyfiltruje veškeré kovové odpadky na běžícím páse.
- Domácí použití: Magnety na ledničce, v rukavicích, magnetické hračky (např. stavebnice z magnetických dílů), zavírače dvířek.
- Kompasy: Střelka kompasu reaguje na magnetické pole Země a otáčí se svým severním pólem k jižnímu magnetickému pólu.
- Audiotechnika: V reproduktorech jsou elektromagnety, které rozkmitávají své jádro. Toto jádro přenáší pak mechanické kmity do membrány, která vydává požadovaný zvuk. V elektrických kytarách jsou zase magnety v cívkách. Při rozeznění struny se kmity přenáší na magnet, jenž se rozkmitá a v cívce generuje proud. Proud je pak obvody zpracován a převeden na požadovaný tón a zvukový efekt.
- Medicína: Permanentní magnety a elektromagnety jsou součástí MRI přístrojů pro nahlížení do lidského těla bez nutnosti chirurgického zákroku. Navíc je tato metoda, na rozdíl třeba od rentgenu, zdravotně nezávadná a lidé nevykazují žádné známky ozáření.
- Elektromotor

## Výpočet magnetické síly

### Přídržná síla jednoho magnetu
Maximální síla, kterou může magnet tahat nebo tlačit, je přibližně rovna síle magnetického pole uvnitř tenké vzduchové mezery uvnitř uzavřené magnetické smyčky o průřezu a indukci tohoto magnetu. Pokud tuto sílu vydělíme průřezem, dostaneme tlak, který magnetické pole způsobuje uvnitř hmoty magnetu. Vztah pro hledanou sílu je:
{\displaystyle F={{B^{2}S} \over {2\mu _{0}}}}
kde:
F je síla [N]
S je průřez magnetu [m2]
B je magnetická indukce pole magnetu [T]
μ0 je permeabilita vakua [H/m]
Pokud magnetem zvedáme ve vertikálním směru závaží o hmotnosti m, jeho maximální hmotnost je dána vztahem:
{\displaystyle m={{B^{2}S} \over {2\mu _{0}g}}}
kde g je tíhové zrychlení [m/s2].

### Síla mezi dvěma tyčovými magnety
Síla mezi dvěma stejnými válcovými tyčovými magnety, které jsou postaveny k sobě konci, je dána vztahem:
{\displaystyle F={1 \over \pi \mu _{0}}B_{0}^{2}S^{2}\left(1+{R^{2} \over l^{2}}\right)\left({1 \over x^{2}}+{1 \over (x+2l)^{2}}-{2 \over (x+l)^{2}}\right)}
kde:
B0 je magnetická indukce přímo na koncích magnetů [T]
S je plocha průřezu každého magnetu [m2]
l je délka každého magnetu [m]
R je poloměr každého magnetu [m]
x je vzdálenost mezi póly magnetů [m]
μ0 je permeabilita vakua [H/m]
Magnetická indukce B0 je v tomto vztahu dána:
{\displaystyle B_{0}\,=\,{\frac {\mu _{0}}{2}}M}
kde M je magnetizace magnetů [A/m].
Všechny tyto vztahy jsou založené na Gilbertově modelu, který je použitelný pouze na větší vzdálenosti vzhledem k poloměru R. V jiných modelech (například Ampérův model) jsou používány složitější vztahy, které někdy nemohou být vyřešeny analyticky. V těchto případech je nutné počítat pouze numericky.